# ショタ・アルベラーゼ
ショタ・アルベラーゼ（Shota Arveladze、1973年2月22日 - ）は、ジョージア出身の元同国代表サッカー選手、サッカー指導者。
4歳上の兄はレバズ・アルベラーゼ、元サッカー選手のアルチル・アルベラーゼは双子の兄弟。甥（レバズの息子）のヴァト・アルベラーゼもサッカー選手。
ACミランのカハ・カラーゼと共にジョージア代表の中心選手として活躍、歴代最多得点者でもある。

## 経歴
スピードタイプのFW。プロデビューを飾ったマルトバ・トビリシ時代から頭角を現し、トラブゾンスポル所属時代の1995-96シーズンに得点王を獲得し、実を結ぶこととなる。トルコリーグでトルコ人以外の選手が得点王になったのはアルベラーゼが2人目である（1人目はボスニア人のタリク・ホドジッチ）。トルコリーグ得点王であるアルベラーゼをアヤックス・アムステルダムが獲得すると、ここでも決定力を発揮し、チームをリーグ、カップ戦優勝に導くなどの活躍をみせた。様々なチームのオファーから、グラスゴー・レンジャーズFCのオファーを受諾し、2005年までプレー。ここでもチームをリーグ、カップ戦優勝に導いた。
これらの実績・経験を、当時新進気鋭で経験不足または若い選手の多いAZアルクマールを率いるルイス・ファン・ハール監督に見込まれて2005年より加入し、2005-06シーズンはリーグ2位となる22得点をあげて、チームの2位に貢献。2006-07シーズンは首位で迎えた最終節で得失点差で優勝を逃し、自身もダニー・クーフェルマンスの台頭で（安定はしていたが）前年ほどの活躍はできなかった。ちなみにこの2年間は、加入間もないのにゲームキャプテンを任されていた。2007年に、リーガ・エスパニョーラのレバンテUDに移籍するも、膝の怪我で出遅れ出場機会はほとんどなかった。2008年3月に現役を引退。AZのコーチングスタッフを経て、2010-11シーズンからトルコリーグカイセリスポルの監督を務めた。2012年から2015年まではカスムパシャSKの監督を務めた。2015年にはトラブゾンスポル、2016年にはマッカビ・テルアビブの監督に就任するも、成績不振のためシーズン途中で解任。2017年からパフタコール・タシュケントの監督に就任。2019年に監督として初タイトルであるウズベキスタン・スーパーリーグ優勝。その年のウズベキスタン・カップも制覇しダブルを達成した。翌年もダブルを達成し、監督を勇退した。
2022年1月27日、ハル・シティAFCの監督に就任した。